# Sinornithomimus
Sinornithomimus is een geslacht van theropode dinosauriërs, behorend tot de groep van de Maniraptoriformes, dat tijdens het late Krijt leefde in het gebied van de huidige Volksrepubliek China.
De eerste fossielen van Sinornithomimus werden in 1997 ontdekt. Het geslacht kreeg in 2003 zijn naam die zoiets als "Chinese vogelnabootser" betekent, toen de typesoort Sinornithomimus dongi benoemd werd. Van Sinornithomimus zijn twee hele versteende kudden opgegraven. Daardoor is het van de Ornithomimidae de soort die van de meest volledige skeletten bekend is.
Sinornithomimus werd tegen de drie meter lang. Het was een snelle warmbloedige tweevoeter met een primitief verenkleed. Zijn lange nek droeg een kleine en tandeloze kop, uitgerust met een snavel waarmee stukken plant konden worden afgebeten. Die werden door maagstenen, die bij de fossielen bewaard zijn gebleven, verder vermalen en in de forse achterste buikholte verteerd. Sinornithomimus is een van de weinige dinosauriërs waarvoor er sterk bewijs is dat hij in kudden leefde. Die werden misschien alleen door jeugdige dieren gevormd terwijl de volwassenen zich in afzonderlijke broedparen wijdden aan de voortplanting.

## Vondst en naamgeving
In de zomer van 1997 ontdekten Japanse, Mongoolse en Chinese onderzoekers in het kader van een gemeenschappelijk Mongol Highland International Dinosaur Project bij Oelan Soehai in de Alashanzuo Banner van Binnen-Mongolië een rijke vindplaats van dinosauriërfossielen. Op een stuk grond van vijf bij twee meter werden minstens veertien skeletten aangetroffen van een nog onbekende ornithomimide. In 1999 en 2001 werden de vondsten kort beschreven door de Japanse paleontoloog Yoshitsugu Kobayashi. Hij beschreef ze diepgaand in zijn dissertatie over de Aziatische ornithomimiden waarop hij in 2004 promoveerde. Al in 2003 echter werd het hoofdstuk dat over de nieuwe soort ging als een apart artikel gepubliceerd met de Chinese paleontoloog Lü Junchang als medeauteur. Hierin werd de typesoort Sinornithomimus dongi benoemd. De geslachtsnaam is afgeleid van het Latijnse Sinae, "Chinezen" en mimus, "nabootser", met ertussen een Klassiek Grieks ὄρνις, "vogel", bij elkaar een verwijzing dat het een ornithomimide uit China betreft. De soortaanduiding eert als vinder de formele leider van het project, professor Dong Zhiming.

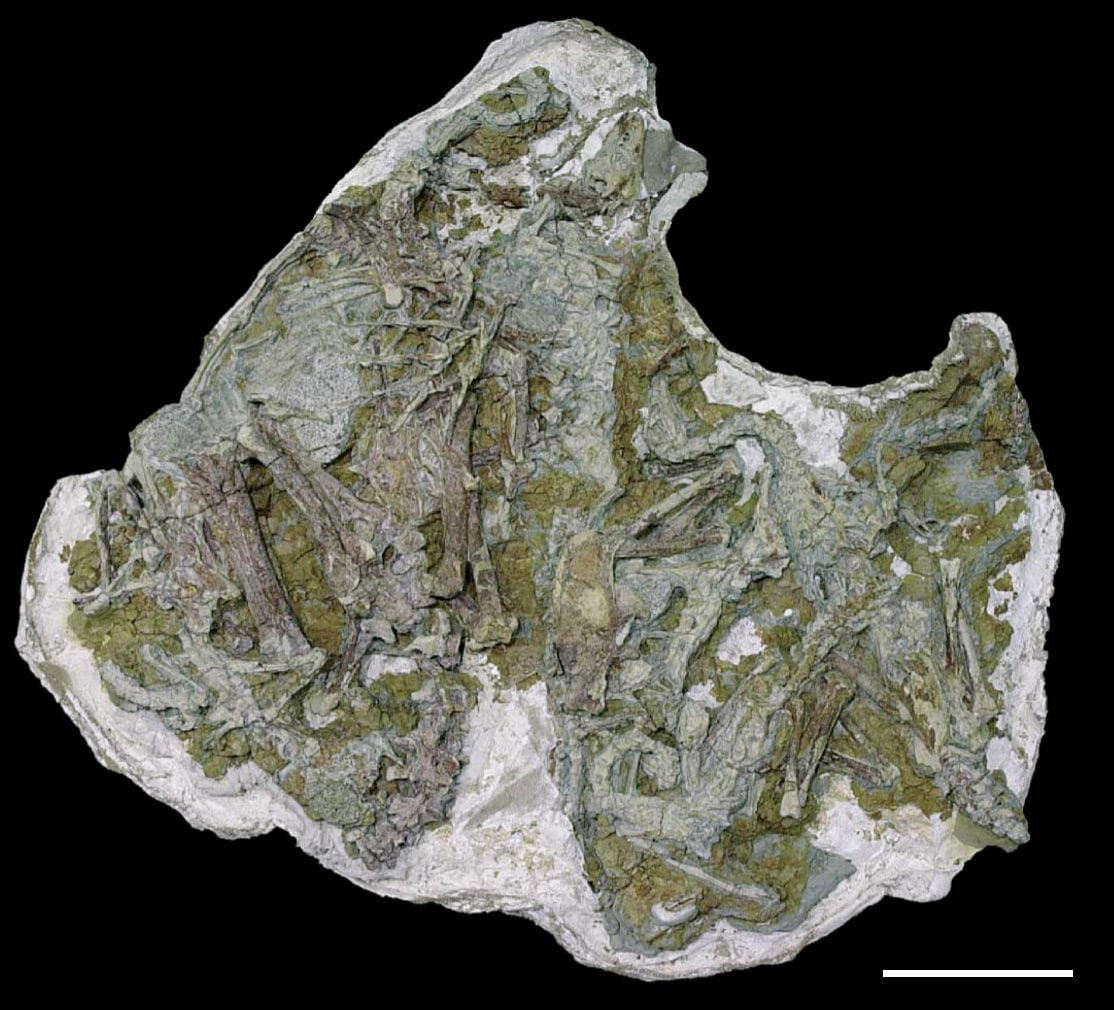
Een blok met acht specimina

Het holotype, IVPP-V11797-10, is gevonden in de Oelansoehaiformatie die dateert uit het Turonien, ongeveer negentig miljoen jaar oud. Het bestaat uit een vrijwel compleet skelet van een bijna volgroeid dier, inclusief schedel en onderkaken. De andere vondsten werden als paratypen aangewezen; deze bestonden uit verschillende bijna complete skeletten, een aantal minder volledige en een aantal losse botten van bij elkaar minstens veertien individuen. Dit betrof behalve het holotype acht bijna complete juveniele exemplaren: IVPP−V11797−1, IVPP−V11797−2, IVPP−V11797−3, IVPP−V11797−11, IVPP−V11797−12, IVPP−V11797−13, IVPP−V11797−14 en IVPP−V11797−15; verder twee gedeeltelijke specimina van volwassen individuen: IVPP−V11797−19 en IVPP−V1797−29 en ten slotte drie gedeeltelijke specimna van jonge dieren: IVPP−V11797-9, IVPP−V11797-16 en IVPP−V11797-17. De reeksen IVPP−V11797-20 tot en met 28 en IVPP−V11797-30 tot en met 34 bestaan uit losse botten die niet aan een bepaald skelet konden worden toegewezen. De specimina werden namelijk slechts ten dele in verband gevonden: de beenderen waren soms verspreid geraakt, waarbij hoogstens schedels, stukken wervelkolom en ledematen nog intact waren.
In 1997 waren de lagen nog lang niet uitgeput. In 2008 werd door David Varricchio de vondst gemeld in 2001 van een tweede concentratie bij dezelfde vindplaats waaruit dertien exemplaren waren opgegraven: specimina LH PV5 tot en met 17 waarvan LH PV7 een jong volwassen exemplaar betreft; het restant bestaat uit jongen in allerlei groeistadia. Bij de skeletten werden ook voetsporen afkomstig van dezelfde soort aangetroffen. De gecombineerde vondsten van zevenentwintig skeletten maken Sinornithomimus tot verreweg de best bekende ornithomimide. Het grote aantal heeft een statistische analyse van de populatie mogelijk gemaakt.

## Beschrijving

### Algemene bouw en grootte
Sinornithomimus is een vrij kleine ornithomimide. Gregory S. Paul schatte in 2010 de lengte op tweeënhalve meter, het gewicht op vijfenveertig kilogram. Ondanks de geringe afmetingen is de soort niet bijzonder elegant gebouwd maar maakt eerder een gedrongen indruk met een vrij korte schedel en nek en een diepe buikholte. Het kan echter zijn dat dit ten dele rijpingskenmerken zijn want ook de grootste gevonden complete skeletten waren nog onvolgroeid: het grootste specimen is IVPP−V1797−29 met een dijbeenlengte van 413 millimeter maar dat bestaat alleen uit een achterpoot.
Over het algemeen toont Sinornithomimus de kenmerken van de ornithomimiden: hij is een tweevoeter met krachtige achterpoten en lange handen waarvan de lange nek een kleine tandeloze kop draagt. De beschrijvers wisten in 2003 enkele unieke afgeleide eigenschappen, autapomorfieën, vast te stellen: het achterdeel van het wandbeen heeft een uitholling op het bovenvlak van de zijkant; de opening in de groeve van het quadratum is doormidden gedeeld door een verticale richel; de zwelling op de onderkant van het parasfenoïde heeft een lage richel; de proatlas heeft geen achterste zijuitsteeksel.

### Schedel en onderkaken

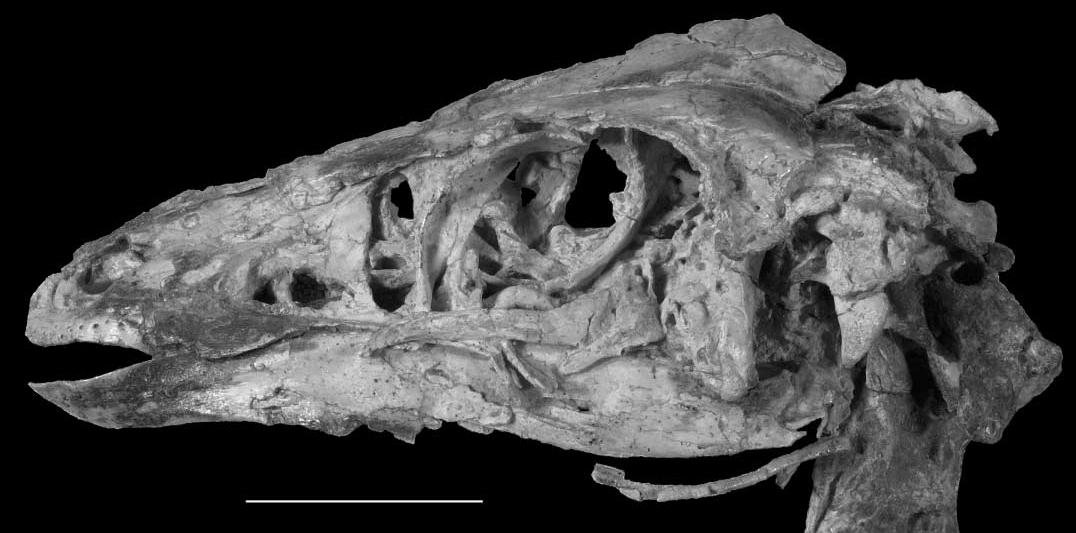
Schedel van specimen IVPP−V11797−10, het holotype

De schedel van Sinornithomimus heeft met 183,1 millimeter bij het holotype minder dan de helft van de lengte van de nek en een hoogte achteraan van 65,7 millimeter. De kop is elegant met een voor een ornithomimide relatief korte snuit die met een licht bol profiel geleidelijk naar de ietwat spitse punt loopt. Bovenop is de schedel vrij plat zodat het geheel een tamelijk rechthoekige indruk maakt. Dit wordt versterkt doordat de bovenkaaklijn een minder opvallende knik omhoog heeft dan bij de verwanten die een meer wigvormige snuitpunt hebben. Het achterdeel van de schedel is relatief lang zodat de oogkassen, die ook wat afgeplat zijn, niet zo'n extreem deel van het zijoppervlak uitmaken. Vóór de oogkas bevindt zich een kleine schedelopening, de fenestra antorbitalis die de vorm heeft van een opstaande rechthoek. Het onderste slaapvenster is spleetvormig maar toch wat breder dan bij andere ornithomimiden; het bovenste slaapvenster is een langgerekte ovaal.
De praemaxilla voor in de snuit is een vrij klein element, midden bovenin ingedeukt door de trog waarin het neusgat ligt dat het met twee smalle takken half omsluit. Onderaan is het erg ruw, vol kleine uithollingen die als aanhechting dienden voor de bovenste snavel. Het er achterliggende bovenkaaksbeen mist deze echter, zowel voor als achter de knik in de kaaklijn. Op het zijoppervlak heeft deze maxilla een diepe groeve waarin zich in een nog dieper inspringende uitholling twee kleinere openingen bevinden, vooraan een driehoekige fenestra promaxillaris en daarachter een iets grotere fenestra maxillaris. De neusbeenderen zijn smal en wijken achteraan uiteen om de punt van de apart gewelfde driehoekige voorhoofdsbeenderen te omvatten, die achteraan sterk verbreed zijn. Daarachter liggen de wandbeenderen die als uniek kenmerk in de buitenste achterhoek een naar beneden gericht uitsteeksel hebben waarop zich een uitholling bevindt. De voorkant van de oogkas bestaat uit het traanbeen dat de vorm heeft van een omgekeerde L met een erg rechte neergaande tak. Onderaan raakt het bijna haaks een relatief langwerpig jukbeen dat door zijn lengte de oogkas een rechthoekige vorm geeft. Het daarachter liggende L-vormige quadratojugale maakt onderaan een stevige rechte hoek die hecht vergroeid is met de zijkant van het quadratum, nabij de voorliggende secundaire gewrichtsknobbel van het kaakgewricht. In het buitenoppervlak van het quadratum bevindt zich een langwerpige verticale groeve de helft waarvan wordt beslagen door een opening die doormidden gedeeld wordt door een verticale richel. Het quadratum heeft een groot naar het midden gericht uitsteeksel waarvan de onderkant een overwelving vormt die het pterygoïde raakt.
Op het achterhoofd is bovenaan het supraoccipitale vlak met middenin een wat uitspringende verticale richel. De grote zijuitsteeksels, de processus paroccipitales steken tot beneden het niveau van het achterhoofdsgat. De exoccipitalia die hun bases vormen, zijn gepneumatiseerd zoals blijkt uit een grote pneumatische opening in hun achterkant; meer naar het midden hebben ze ook vooraan een opening. Aan de onderkant van de hersenpan toont het parasfenoïde de typische ornithomimide zwelling; vooraan loopt het element uit in een omhoogstekende "boeg".
De onderkaken zijn tandeloos en langwerpig. Achteraan zijn ze nog vrij hoog; naar het midden toe versmallen ze totdat ze een punt bereiken waarop het voorste, vrij lange stuk naar beneden buigt. Er is geen echter "kin" en de voorkant is vrij schuin afgesneden zodat een in zijaanzicht spitse kaakpunt ontstaat. Vooraan zijn de onderkaken vergroeid in een in bovenaanzicht U-vormige symfyse. Het dentarium heeft een pneumatische opening maar is verder vrij glad zonder verruwingen voor een hoornsnavel die desalniettemin hoogstwaarschijnlijk wel aanwezig was. De kaakrand vormt in het voorste twee derde deel een scherpe snijrand; achteraan is die wat stomper. Van de achterste takken van het dentarium wikkelt de onderste zich om de voorste tak van het angulare. Er is een kleine zijopening in de onderkaak; van de achterste punt daarvan loopt de naad tussen het angulare en het surangulare helemaal door tot het uiteinde van het achterste uitsteeksel van het articulare.
Er zijn fragmenten van het tongbeen gevonden dat lang en dus is.

### Postcrania

#### Wervelkolom

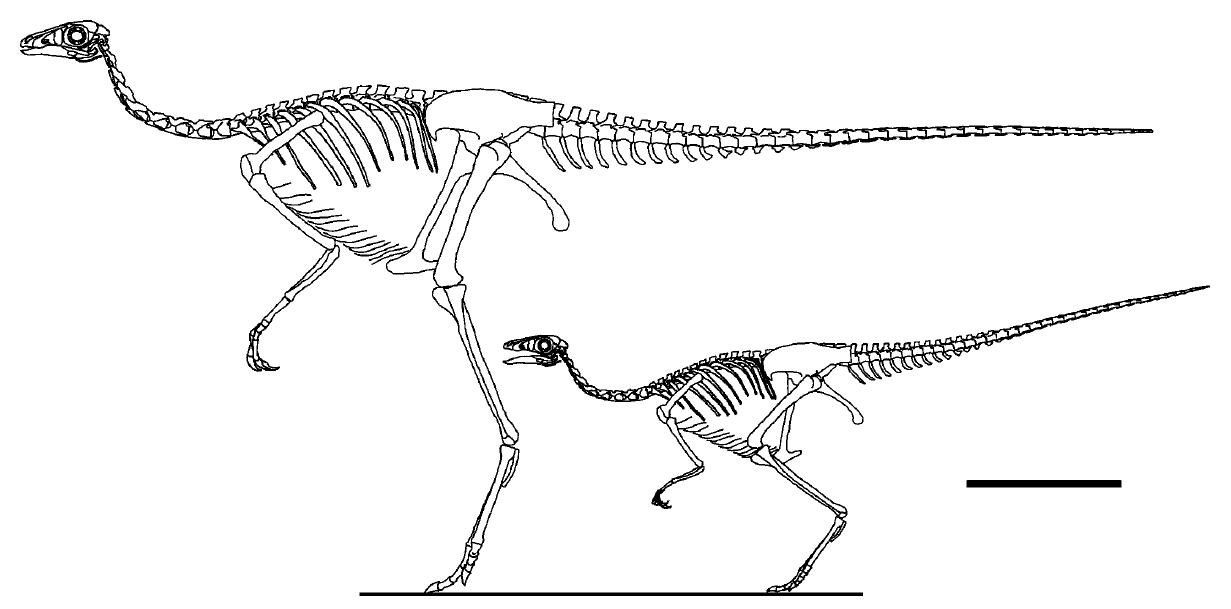
Reconstructies van het skelet van een volwassen en een jong dier

De wervelkolom bestaat uit tien halswervels, twaalf ruggenwervels en zes sacrale wervels. Het aantal staartwervels kon in 2003 niet precies worden vastgesteld door de onvolledigheid van de skeletten; men ging uit van ongeveer vijfendertig. Onder de in 2008 gemelde skeletten bevonden zich exemplaren met completere staarten; op dit punt werd echter geen verdere informatie verschaft.
De volledigheid van het materiaal blijkt uit het feit dat in de nek de allervoorste proatlas bekend is, in de vorm van een gepaard driehoekig element zonder verdere achterwaartse of zijwaartse uitsteeksels. De atlas heeft twee wervelbogen of neurapofysen. De draaier heeft een in zijaanzicht afgerond doornuitsteeksel. De daarop volgende halswervels zijn veel langwerpiger dan de draaier met lange voorste uitsteeksels en lage doornuitsteeksels die op de achterste helft van de wervelboog liggen. Vooral de vijfde en zesde wervel zijn sterk afgeschuind en de grootste kromming van de nek ligt op het punt tussen beiden. De achterste halswervels hebben langere achterste uitsteeksels en hun doornuitsteeksels schuiven langzaam naar voren. Bij de achtste wervel is op de zijkant, boven de parapofyse, het onderste gewrichtsfacet voor de nekrib, een groot pneumatisch foramen zichtbaar, een toegang voor een uitloper van de luchtzakken van de voorste romp.
Bij de ruggenwervels worden de achterste uitsteeksels weer snel korter. Naar achteren toe nemen de ruggenwervels en hun doornuitsteeksels in hoogte toe. Er zijn geen pneumatische foramina in aangetroffen. Aan de voorrand en achterrand van hun onderkant bevindt zich geen verdikking of kiel, hypapofyse. De sacrale wervels zijn niet echt versmolten tot een heiligbeen, wat een aanwijzing is dat het niet om erg oude dieren gaat. De vierde sacrale wervel heeft aan de onderkant een trogvormige groeve. De voorste staartwervels hebben hoge doornuitsteeksels maar nog langere zijuitsteeksels die onder een hoek van 120° schuin naar achteren staan. De staartbasis steek recht naar achteren uit met verticale gewrichtsvlakken tussen de wervellichamen. Ook de staartwervels tonen geen pneumatisering. De achterste staartwervels zijn lager en langer met lange voorste uitsteeksels die ongeveer 47% van de lengte van het voorliggende wervellichaam overlappen. De staart wordt daardoor licht verstijfd. De chevrons van de staart zijn vooraan ploegvormig en verlagen en verlengen naar achteren toe. Er zijn minstens negen paar borstribben en veertien paar buikribben.

#### Ledematen
Het schouderblad is lang en dun en met een lengte van 204 millimeter bij IVPP−V11797−10 iets korter dan het opperarmbeen; de verhouding tussen beiden wordt vaak als een informatief en soortspecifiek kenmerk gezien bij de ornithomimiden. Deze scapula verwijdt naar het bovenste uiteinde toe en heeft vooraan maar een zwakke processus acromialis. Het schoudergewricht is naar achteren en bezijden gericht. De richel van de bovenrand ervan wordt aan de bovenkant begrensd door een horizontale groeve die zich tot een derde van de breedte van het schouderblad uitstrekt. Het ravenbeksbeen is korter dan het schouderblad en relatief breed: ongeveer half zo hoog als lang. De rand onder het schoudergewricht ligt in het verlengde van het achterblad dat in zijn bovenste hoek geen putvormige uitholling heeft. Het ravenbeksbeen heeft aan de buitenzijde een opvallende horizontale richel als aanhechting voor de biceps; de normale opening in het blad is daar schuin boven en voren gelegen.
Het opperarmbeen is slank waarbij de overigens welgevormde ronde kop slechts 19% van de lengte van de rechte schacht heeft. De deltopectorale kam bovenaan steekt niet sterk uit en heeft zijn hoogste punt van vier centimeter op ongeveer een vijfde van de schachtlengte. De verdikkingen die onderaan naar de gewrichtsknobbels voeren, de epicondylen, zijn maar zwak gevormd. Het geheel wijst niet op een zware musculatuur. De rechte ellepijp heeft driekwart van de lengte van het opperarmbeen: bij IVPP−V11797−10 zijn de maten 147 tegenover 212 millimeter. De handwortelbeenderen zijn nogal afgeplat. De hand is met zeventien centimeter langer dan de ellepijp, anders dan bij Gallimimus. De verhouding tussen de drie middenhandsbeenderen is van het eerste tot en met het derde 0,79:1:0,97, waarbij dus het tweede het langste is. Het eerste middenhandsbeen staat wat af van de andere twee maar niet heel sterk; over de helft van zijn lengte raakt het het tweede middenhandsbeen. Hoewel het gewricht met de eerste vinger naar buiten georiënteerd is, is de gewrichtsknobbel aan de zijde van het tweede middenhandsbeen gereduceerd. De formule van de vingerkootjes is 2-3-4-0-0. De tweede vinger steekt iets verder uit dan de eerste die echter voorzien is van een veel langere klauw; de derde reikt ongeveer even ver. Daar het eerste middenhandsbeen veel korter is, is de eerste vinger toch het langst. De voorlaatste vingerkootjes die de klauwen dragen zijn het langst; het eerste kootje van de eerste vinger is met 76,3 millimeter verreweg het langste element van de hand, vijf keer langer dan het eerste kootje van de derde vinger. Alle handklauwen zijn vrij lang, recht en smal met zijgroeven; de duimklauw is het meest gekromd.
Het darmbeen is vrij hoog en kort en voor en achter recht afgesneden. Het schaambeen heeft een rechte schacht en eindigt in een zeer grote "voet" die er een hoek van 65° mee maakt. Het voorste uitsteeksel van de voet is afgerond en het achterste tamelijk spits; dit heeft een iets holle onderkant. Het zitbeen is dun en iets naar beneden gebogen met een slechts weinig verdikt uiteinde. De bovenrand die het aanhangsel van het darmbeen raakt, is bol.
Het dijbeen is recht en lang, met 323 millimeter maar iets korter dan het scheenbeen. De trochanter minor is vleugelvormig, heeft een accessoir trochanter en is van de dijbeenkop gescheiden door een diepe inkeping. De vierde trochanter bevindt zich op een derde van de schachtlengte van de bovenkant en is tamelijk zwak ontwikkeld hoewel meer dan bij Garudimimus of Gallimimus. Op de achterkant van de buitenste gewrichtsknobbel bevindt zich een verheffing die naar achteren uitsteekt en naar buiten buigt. Het scheenbeen is met 335 millimeter het langste element van het hele skelet. Het kuitbeen is bovenaan nog breed maar versmalt naar onderen toe zeer sterk zodat de schacht op zijn dunste punt maar een zesde meet van de bovenkant. De opgaande tak van het sprongbeen bedekt de onderste 22% van het scheenbeen. Naast het sprongbeen is een klein calcaneum aanwezig. Het derde voetwortelbeentje is kleiner dan het vierde en bevindt zich achter de bovenzijden van het tweede en derde middenvoetsbeen. De middenvoet heeft 69% van de lengte van het dijbeen en is arctometarsaal: met een toegeknepen middelste derde middenvoetsbeen, hoewel de conditie niet zo sterk is als bij meer afgeleide ornithomimiden. Het vijfde middenvoetsbeen is gereduceerd tot een 82,4 millimeter lange beensplinter. De formule van de teenkootjes is 0-3-4-5-0. Van de derde teen heeft alleen het voorlaatste kootje een scharniergewricht. De voetklauwen zijn plat van onderen.

## Weke delen

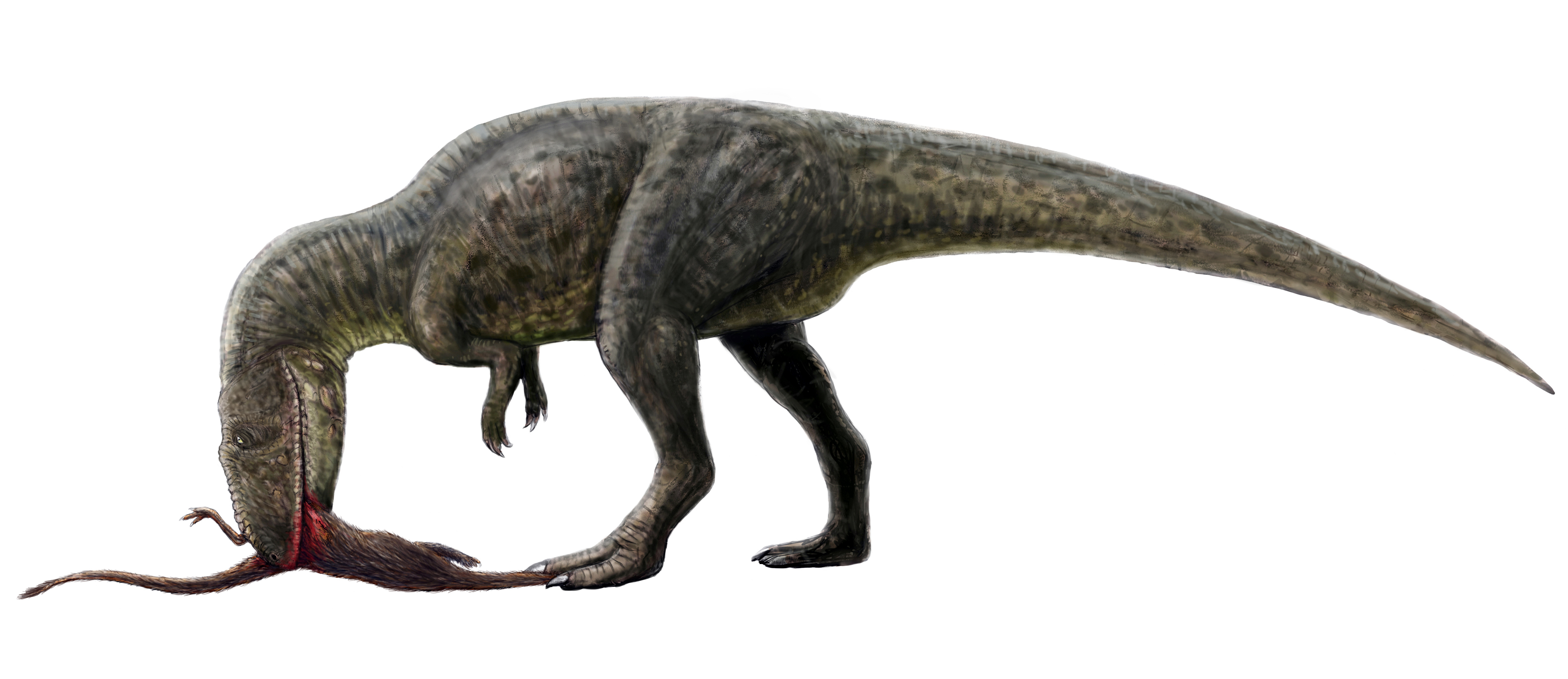
Shaochilong eet een sinornithomimus

De belangrijkste informatie over de weke delen wordt ironisch genoeg geleverd door zeer harde fossielen: in alle aangetroffen borstkassen blijken verzamelingen gastrolieten of maagstenen aanwezig die het dier inslikte en gebruikt werden om het voedsel fijn te malen. De stenen liggen in de achterste buikholte net boven de buikribben en voor het schaambeen. De grootste gevonden opeenhoping besloeg een oppervlak van 175 bij 116 millimeter, bij specimen IVPP−V11797−10. De omvang van zowel de massa stenen als geheel als die van de individuele stenen hangt positief samen met de grootte van het individu. De grootste gevonden kei heeft een doorsnede van negen millimeter. Eerder werd wel aangenomen dat zulke gastrolieten bij ornithomimiden zouden ontbreken en dit werd aangevoerd als bewijs tegen de hypothese dat het planteneters waren.

## Fylogenie
De beschrijvers plaatsten Sinornithomimus in de Ornithomimidae, in een vrij basale positie net boven Archaeornithomimus. Recentere kladistische analyses hebben deze basale positie bevestigd, hoewel Archaeornithomimus soms juist hoger wordt geplaatst.
Een mogelijk kladogram is het volgende:
|  | Anserimimus |
|  |             |
|  | Gallimimus  |
|  |             |

|         | Qiupalong                                                      |
|         |                                                                |
| unnamed | \| \| Struthiomimus \| \| \| \| \| \| Ornithomimus \| \| \| \| |
|         | \| \| Struthiomimus \| \| \| \| \| \| Ornithomimus \| \| \| \| |
|         | Struthiomimus                                                  |
|         |                                                                |
|         | Ornithomimus                                                   |
|         |                                                                |

|  | Struthiomimus |
|  |               |
|  | Ornithomimus  |
|  |               |

|  | Anserimimus |
|  |             |
|  | Gallimimus  |
|  |             |

|         | Qiupalong                                                      |
|         |                                                                |
| unnamed | \| \| Struthiomimus \| \| \| \| \| \| Ornithomimus \| \| \| \| |
|         | \| \| Struthiomimus \| \| \| \| \| \| Ornithomimus \| \| \| \| |
|         | Struthiomimus                                                  |
|         |                                                                |
|         | Ornithomimus                                                   |
|         |                                                                |

|  | Struthiomimus |
|  |               |
|  | Ornithomimus  |
|  |               |

|  | Anserimimus |
|  |             |
|  | Gallimimus  |
|  |             |

|         | Qiupalong                                                      |
|         |                                                                |
| unnamed | \| \| Struthiomimus \| \| \| \| \| \| Ornithomimus \| \| \| \| |
|         | \| \| Struthiomimus \| \| \| \| \| \| Ornithomimus \| \| \| \| |
|         | Struthiomimus                                                  |
|         |                                                                |
|         | Ornithomimus                                                   |
|         |                                                                |

|  | Struthiomimus |
|  |               |
|  | Ornithomimus  |
|  |               |

|  | Anserimimus |
|  |             |
|  | Gallimimus  |
|  |             |

|         | Qiupalong                                                      |
|         |                                                                |
| unnamed | \| \| Struthiomimus \| \| \| \| \| \| Ornithomimus \| \| \| \| |
|         | \| \| Struthiomimus \| \| \| \| \| \| Ornithomimus \| \| \| \| |
|         | Struthiomimus                                                  |
|         |                                                                |
|         | Ornithomimus                                                   |
|         |                                                                |

|  | Struthiomimus |
|  |               |
|  | Ornithomimus  |
|  |               |

|  | Anserimimus |
|  |             |
|  | Gallimimus  |
|  |             |

|         | Qiupalong                                                      |
|         |                                                                |
| unnamed | \| \| Struthiomimus \| \| \| \| \| \| Ornithomimus \| \| \| \| |
|         | \| \| Struthiomimus \| \| \| \| \| \| Ornithomimus \| \| \| \| |
|         | Struthiomimus                                                  |
|         |                                                                |
|         | Ornithomimus                                                   |
|         |                                                                |

|  | Struthiomimus |
|  |               |
|  | Ornithomimus  |
|  |               |

|  | Anserimimus |
|  |             |
|  | Gallimimus  |
|  |             |

|         | Qiupalong                                                      |
|         |                                                                |
| unnamed | \| \| Struthiomimus \| \| \| \| \| \| Ornithomimus \| \| \| \| |
|         | \| \| Struthiomimus \| \| \| \| \| \| Ornithomimus \| \| \| \| |
|         | Struthiomimus                                                  |
|         |                                                                |
|         | Ornithomimus                                                   |
|         |                                                                |

|  | Struthiomimus |
|  |               |
|  | Ornithomimus  |
|  |               |

|  | Anserimimus |
|  |             |
|  | Gallimimus  |
|  |             |

|         | Qiupalong                                                      |
|         |                                                                |
| unnamed | \| \| Struthiomimus \| \| \| \| \| \| Ornithomimus \| \| \| \| |
|         | \| \| Struthiomimus \| \| \| \| \| \| Ornithomimus \| \| \| \| |
|         | Struthiomimus                                                  |
|         |                                                                |
|         | Ornithomimus                                                   |
|         |                                                                |

|  | Struthiomimus |
|  |               |
|  | Ornithomimus  |
|  |               |

|  | Anserimimus |
|  |             |
|  | Gallimimus  |
|  |             |

|         | Qiupalong                                                      |
|         |                                                                |
| unnamed | \| \| Struthiomimus \| \| \| \| \| \| Ornithomimus \| \| \| \| |
|         | \| \| Struthiomimus \| \| \| \| \| \| Ornithomimus \| \| \| \| |
|         | Struthiomimus                                                  |
|         |                                                                |
|         | Ornithomimus                                                   |
|         |                                                                |

|  | Struthiomimus |
|  |               |
|  | Ornithomimus  |
|  |               |

## Levenswijze

### Leefgebied
De habitat van Sinornithomimus bestond uit een vrij heet continentaal gebied met spaarse begroeiing en duinvorming. Langere perioden van droogte werden afgewisseld door kortstondige hevige regenval. Sinornithomimus deelde zijn leefgebied met de grotere roofsauriërs Chilantaisaurus en Shaochilong waartegen hij zich kon verdedigen door zijn heil te zoeken in de vlucht, vertrouwend op zijn grotere snelheid die zeker boven de vijftig kilometer per uur zal hebben gelegen.
Sinornithomimus was vermoedelijk overwegend een planteneter maar zal ook kleine dieren verorberd hebben als de gelegenheid zich voordeed. Takken konden door zijn voorpoten naar beneden getrokken worden maar hun niet extreme lengte en de vrij korte nek wijzen erop dat veel van het voedsel tamelijk dicht bij de grond gezocht werd. Andere planteneters uit de formatie zijn de ankylosauriër Gobisaurus en een uit fragmenten bekende iguanodontiër.

### Kuddegedrag
Het beenderbed waarin de eerste vondst werd gedaan heeft een verzameling skeletten opgeleverd die door de beschrijvers wordt geïnterpreteerd als de overblijfselen van een kudde die in één keer is omgekomen. Dat zou het mogelijk maken de leeftijdsopbouw van deze groep vast te stellen. Anders dan bij andere massaconcentraties van theropode skeletten, als bij Allosaurus en Coelophysis zijn hier geen vertegenwoordigers van alle leeftijden aanwezig. Van de veertien vast te stellen individuen zijn er twee jongvolwassen en hebben de overige twaalf ongeveer dezelfde leeftijd: ze zijn halfwassen, pas enkele jaren oud. De beschrijvers achtten het onwaarschijnlijk dat deze verhoudingen het gevolg waren van een verminderde overlevingskans van de jongen tijdens een catastrofe en namen in plaats daarvan aan dat het typisch was voor Sinornithomimus in kudden rond te trekken waarin grotere individuen een aantal jongere van dezelfde generatie begeleidden. Bewijs voor dergelijke kudden is bij dinosauriërs zeer zeldzaam.
De tweede groep zou een kudde vertegenwoordigen die tijdens een droogteperiode op zoek naar water in de modderige oever van een opdrogend meer vast kwam te zitten. Dit zou zich in een kort tijdbestek hebben voltrokken want de skeletten waren min of meer in dezelfde richting georiënteerd. Bij de beschrijving uit 2008 werd gesteld dat ook de eerste groep vermoedelijk zo omgekomen is. Ook deze tweede groep heeft een leeftijdsopbouw die getypeerd wordt door een grote massa van jonge dieren van één of twee jaar oud en enkele wat grotere exemplaren; in dit geval was er één individu van ongeveer drie en een van ongeveer zeven jaar naast elf halfwas exemplaren.

### Voortplanting

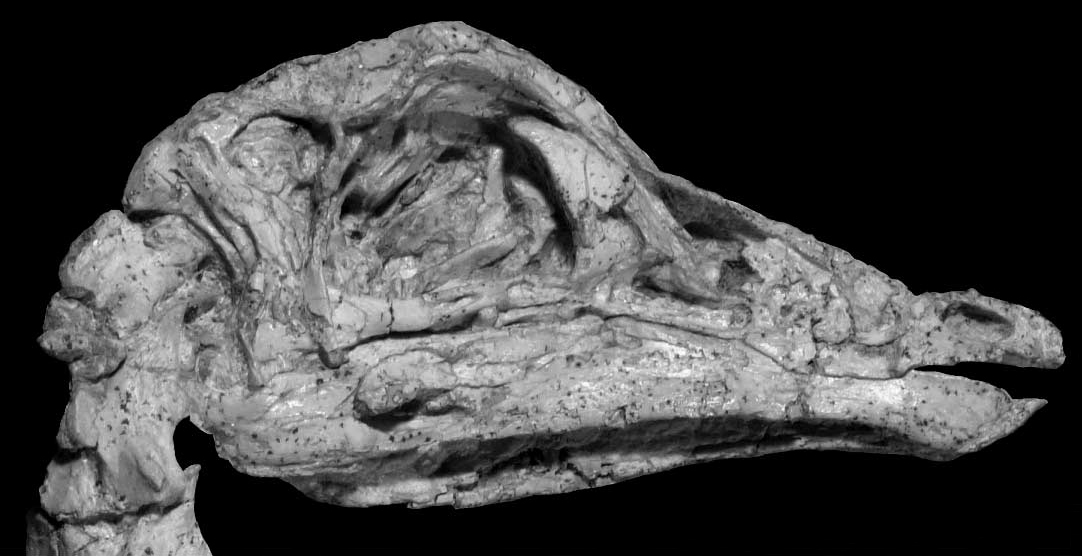
Schedel van een jong dier, specimen IVPP−V11797−11

De grote concentratie aan jongen zou ook verklaard kunnen worden door de nabijheid van een broedkolonie. Daar zijn echter geen directe bewijzen van gevonden, nesten noch eieren.
Wel was het mogelijk de ontogenie, de veranderingen in het lichaam gedurende de rijping, vast te stellen. De jongen hebben een spitse korte kop met relatief enorme ogen. Tijdens de groei wordt de schedel langer en neemt de lengte van het dijbeen nog sterker toe, maar dit wordt daarin weer overtroffen door het scheenbeen en de voorpoot. De jongen zien er dus meer uit als een standaardtheropode en de typische ornithomimide kenmerken van een lange kop, achterpoten en voorpoten ontwikkelen zich slechts volledig bij het volwassen worden. De verlenging van het scheenbeen weerspreekt een hypothese van Philip John Currie dat jonge ornithomimiden een meer rennende levenswijze hadden dan de volgroeide dieren. De gevonden jongvolwassen exemplaren waren overigens nog niet uitgegroeid; er waren in de botten geen tekenen van een groeivertraging in de vorm van dichter op elkaar liggende buitenste groeilijnen. De beschrijvers vermoedden dat deze dieren nog niet geslachtsrijp waren.
De populatieopbouw van de twee kudden zou erop wijzen dat de geslachtsrijpe dieren zich bezighielden met het leggen van eieren en het verzorgen van de uitgekomen jongen tijdens het eerste levensjaar. Wat oudere jongen zouden dan aparte grote jeugdgroepen vormen waaronder de sterfte vrij groot was.